# Caleta Manterola
Die Caleta Manterola (spanisch) ist eine 200 m breite, 500 m lange und im antarktischen Sommer eisfreie Bucht im Südwesten der Rabot-Insel im Archipel der Biscoe-Inseln westlich der Antarktischen Halbinsel. Sie liegt nördlich des Monflier Point.
Ihr Name erscheint erstmals auf einer chilenischen Karte aus dem Jahr 1962. Wahrscheinlicher Namensgeber ist Dionisio Manterola Villarroel (1836–1879), der als leitender Maschinist auf dem Schiff Esmeralda unter dem Kommando von Arturo Prat bei der Seeschlacht von Iquique am 21. Mai 1879 ums Leben gekommen war.